# Ильчимбетово
Ильчимбетово (баш. Илсембәт) — село в Туймазинском районе Республики Башкортостан Российской Федерации. Административный центр Ильчимбетовского сельсовета.

## Этимология
Название села происходит от личного имени Илсембәт (русск. Ильчимбет). 

## География

### Географическое положение
Расстояние до:
- районного центра (Туймазы): 12 км,
- ближайшей ж/д станции (Туймазы): 12 км.

## История
В «Списке населенных мест по сведениям 1870 года», изданном в 1877 году, населённый пункт упомянут как деревня Ильчембетьева 3-го стана Белебеевского уезда Уфимской губернии. Располагалась при реке Ик, по правую сторону Казанского почтового тракта из Уфы, в 85 верстах от уездного города Белебей и в 35 верстах от становой квартиры в селе Шаран (Архангельский Завод). В деревне в 84 дворах жили 588 человек (301 мужчина и 287 женщин, башкиры, татары), были мечеть, училище.

## Население
| 2002 | 2009  | 2010  |
| ---- | ----- | ----- |
| 989  | ↗1036 | ↗1067 |

### Национальный состав
Согласно переписи 2002 года, преобладающие национальности — башкиры (53 %), татары (44 %).

## Улицы
| - ул. Береговая, - ул. Берёзовая, - ул. Гаражная, - ул. Горная, | - ул. Кадырова, - ул. Мичурина, - ул. Молодёжная, - ул. Новая, | - ул. Озёрная, - ул. Радужная, - ул. Речная, - ул. Садовая, | - ул. Салавата Юлаева, - ул. Советская, - ул. Школьная, - пер. Школьный. |

## Религия
В селе есть мечеть.